# Esteve I de Wittelsbach
Esteve I de Wittelsbach o de Baviera (14 de març de 1271 - 10 de desembre de 1310) va ser duc de la Baixa Baviera des 1290-1310 com a co-regent amb els seus germans més grans Otó III o V de Baviera († 1312) i Lluís III († 1296).

## Biografia
Esteve va néixer a Landshut, sent fill d'Enric XIII (I de Wittelsbach), duc de Baviera i d'Isabel d'Hongria. Els seus avis materns eren Béla IV d'Hongria i Maria Lascarina. La seva mare va introduir el nom d'Esteve en la dinastia Wittelsbach amb el seu fill menor. Era una germana d'Esteve V d'Hongria i va batejar al seu fill petit com Esteve en honor d'aquest germà.
Per reduir la influència dels Wittelsbach el papa Nicolau IV va rebutjar la seva carrera eclesiàstica a Salzburg i Esteve es va convertir en co-regent amb els seus germans. Durant l'absència d'Otó III a Hongria (1305-1308) Esteve fou l'únic duc governant a la Baixa Baviera (Lluís ja havia mort). Esteve era un enemic dels Habsburg i va morir el 1310 durant una guerra contra Frederic I d'Habsburg, duc d'Àustria.

## Matrimoni i fills
El 1299, es va casar amb Jutta de Schweidnitz, filla de Bolkó I, duc de Jawor i Swidnica i de Beatriz de Brandenburg. Els seus avis materns eren el marcgravi Otó V de Brandenburg-Salzwedel i Jutta de Hennenberg. Van tenir vuit fills:
- Inés de Wittelsbach (1301 - 7 de desembre de 1316). Registrada el monestir cistercenc de Seligenthal com una monja.
- Beatriz de Wittelsbach (1302 - 29 d'abril de 1360). Es va casar amb Enric III de Gorízia. Regent pel seu fill Johan Enric IV de Gorizia.
- Frederic de Wittelsbach (vers 1303). Mort jove.
- Judit de Wittelsbach (vers 1304). Mort jove.
- Enric II de Wittelsbach o XIV de Baviera, duc de la Baixa Baviera (29 de setembre de 1305 - 1 de setembre de 1339).
- Isabel de Wittelsbach (1306 - 25 de març de 1330). Casada amb Otó I d'Habsburg, duc d'Àustria.
- Otó IV de Wittelsbach o VI de Baviera, duc de la Baixa Baviera (3 de gener de 1307 - 14 de desembre de 1334).
- Lluís de Wittelsbach (vers 1308). Mort jove.